# La objetividad del conocimiento sociológico y sociopolítico
La objetividad del conocimiento sociológico y sociopolítico, conocido también como La objetividad del conocimiento en las ciencias sociales y la política social (Alemán: Die 'Objektivität' sozialwissenschaftlicher und sozialpolitischer Erkenntnis), es un ensayo de 1904 escrito por Maximilian Weber, un economista y sociólogo alemán, publicado originalmente en alemán en los números de 1904 de la Archiv für Sozialwissenschaft und Sozialpolitik. Existen varias traducciones al inglés.
El ensayo de objetividad analiza conceptos esenciales de la sociología de Weber: "tipo ideal," acción (social), "comprensión empática," "experimento imaginario, "análisis libre de valores" y " objetividad de la comprensión sociológica".
Con su ensayo de objetividad, Weber persiguió dos objetivos. Por un lado, quería esbozar el programa de investigación de la Archiv für Sozialwissenschaft und Sozialpolitik desde su punto de vista, en particular su posición en la cuestión de ciencia que no juzga. Por otro lado, Weber abordó la cuestión de cómo son posibles las verdades objetivamente válidas en el campo de las ciencias culturales.